# Klášter sv. Davida z Garedži
Klášterní komplex sv. Davida z Garedži (gruzínsky დავითგარეჯას სამონასტრო კომპლექსი, Davitgaredžas samonastro kompleksi) je na skále vybudovaný klášterní komplex gruzínské pravoslavné církve v jihovýchodní Gruzii na hranici s Ázerbájdžánem, přičemž část klášterního komplexu se nachází na území okresu Agstafa v Ázerbájdžánu.
Komplex je nazván podle zakladatele, křesťanského mnicha jménem David z Garedži (též David Garedžijský, gruzínsky დავით გარეჯელი, Davit Garedželi, 1. polovina 6. století – 604), a je tvořen stovkami místností, kostelů, kaplí a ubikací vyhloubených ve skále.
Polopouštní svah hory Garedža, kde byl klášterní komplex vybudován, leží asi 60 - 70 km od hlavního města Tbilisi.
Klášterní komplex byl v roce 2007 zapsán na předběžný seznam kandidátů k zápisu na Seznam světového dědictví UNESCO.

## Geografie
Klášterní komplex je situován v klínovitě otevřeném úbočí, které je vklíněno do v západo-východním směru se táhnoucím hřbetu vrchoviny Udabno vystupujícího z východogruzínské stepi.
Fakt, že komplex se nachází na území Gruzie a Ázerbájdžánu, se stal předmětem žádosti Gruzie o změnu vedení státní hranice mezi oběma zeměmi s nabídkou územní kompenzace, ke kterému se Ázerbájdžán staví zamítavě.

## Architektura

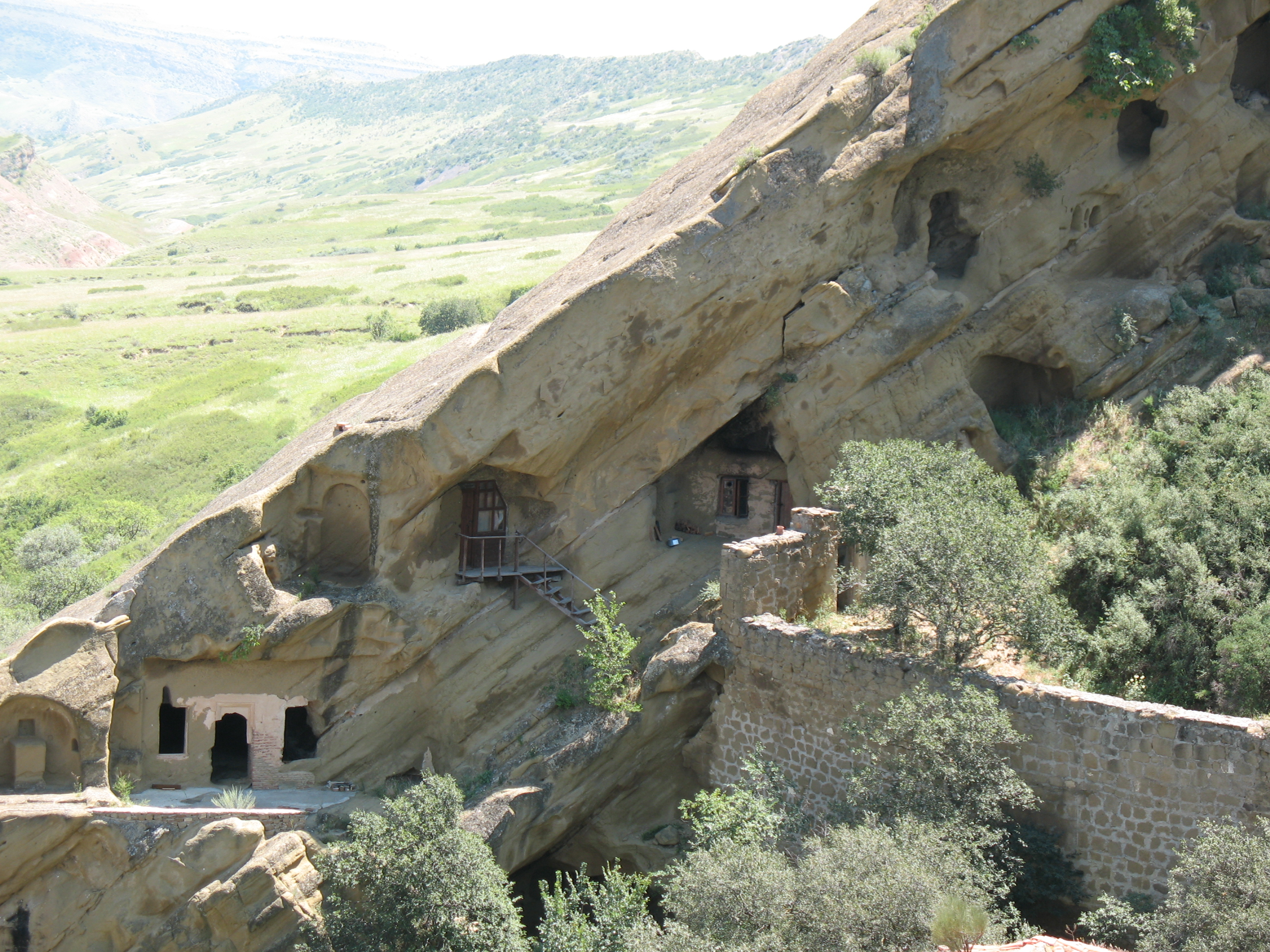
Ubikace mnichů

Nejstarší místnosti klášterního komplexu tvoří jeskyňovité otvory, jejichž stropy jsou tvořeny přírodními šikmými vrstvami pískovce. Eremitské ubikace jsou rozmístěny ve dvou protilehlých skalních stěnách, které jsou v důsledku přírodního šikmého ukládání jednotlivých pískovcových vrstev rozmístěny v etážovitém sledu.
Klínovité rozšíření komplexu uzavírá v dolní části stará zeď, která má obrannou funkci. Druhou zdí je obehnána lávra v horní části.

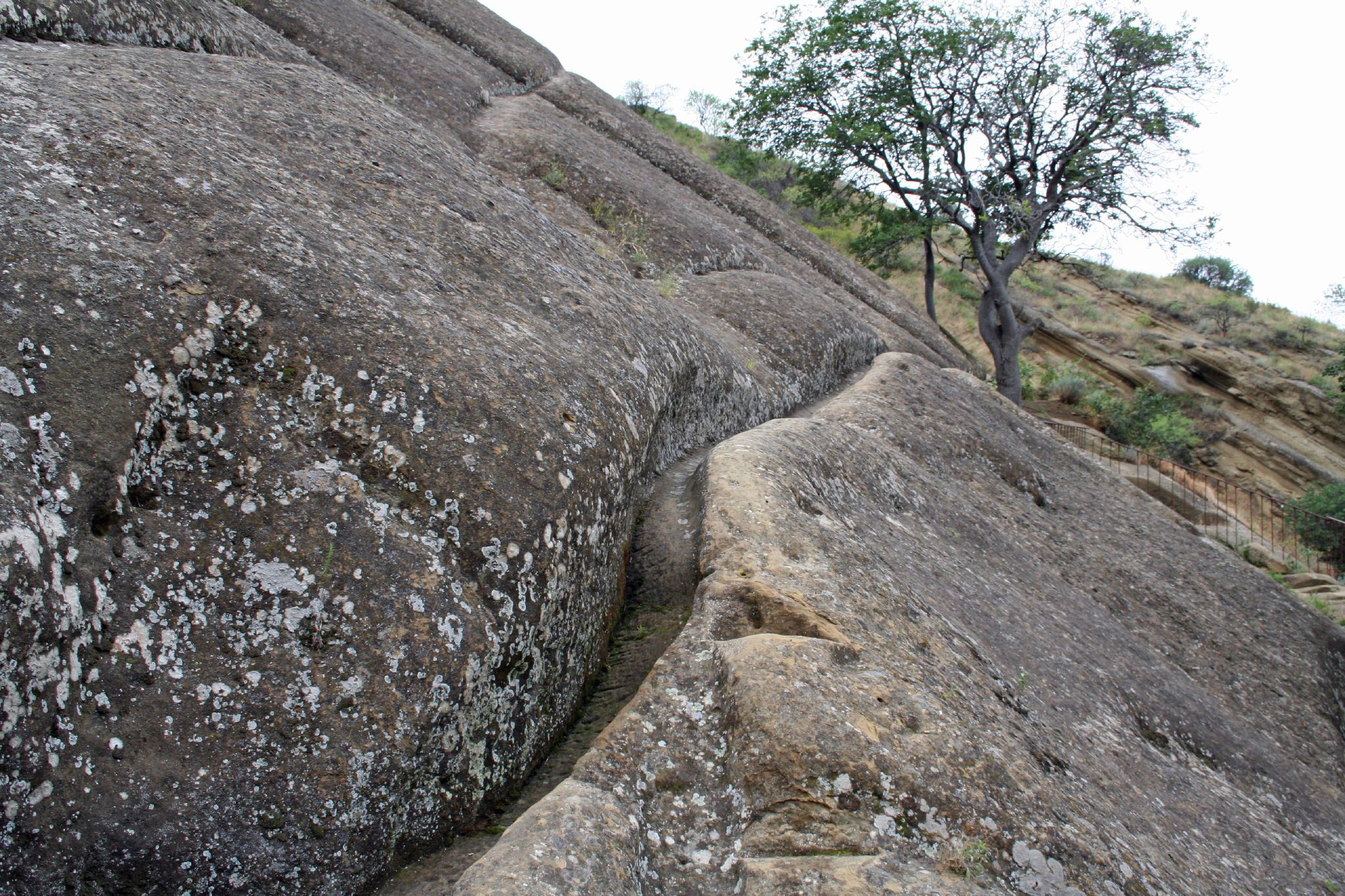
Sběrač vody nad klášterem

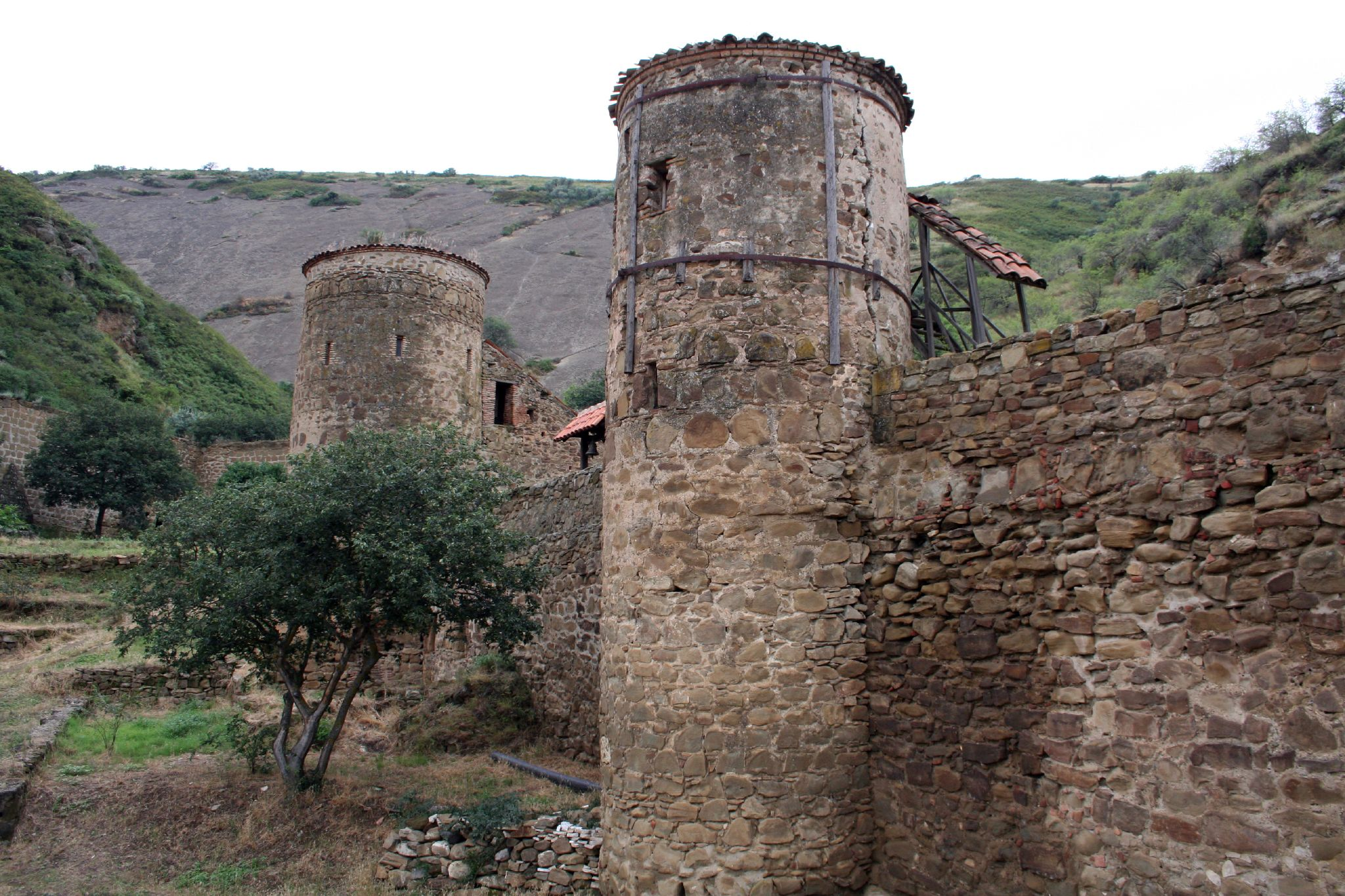
Klášterní zeď

Zvláštností důležitou k přežití v tomto komplexu je stín poskytující oázovitá lokalita s některými stromy a jinými rostlinami, které umožňují s péčí vedené skromné hospodaření s dobytkem pro potřeby kláštera. Zásobování vodou přitom hraje důležitou roli v životě mnichů a je založeno na funkci ojedinělého starého zařízení. Sporé srážky ve formě deště a mlhových kapiček jsou z vrchoviny Udabno zachycovány částečně skrytým systémem kanálů, mezizásobníků a do šikmých skal vytesaných koryt sváděny do centrálního zásobníku ve skalním výklenku. Již tak asketický život mnichů nezůstal nízkými ročními srážkami neovlivněn.

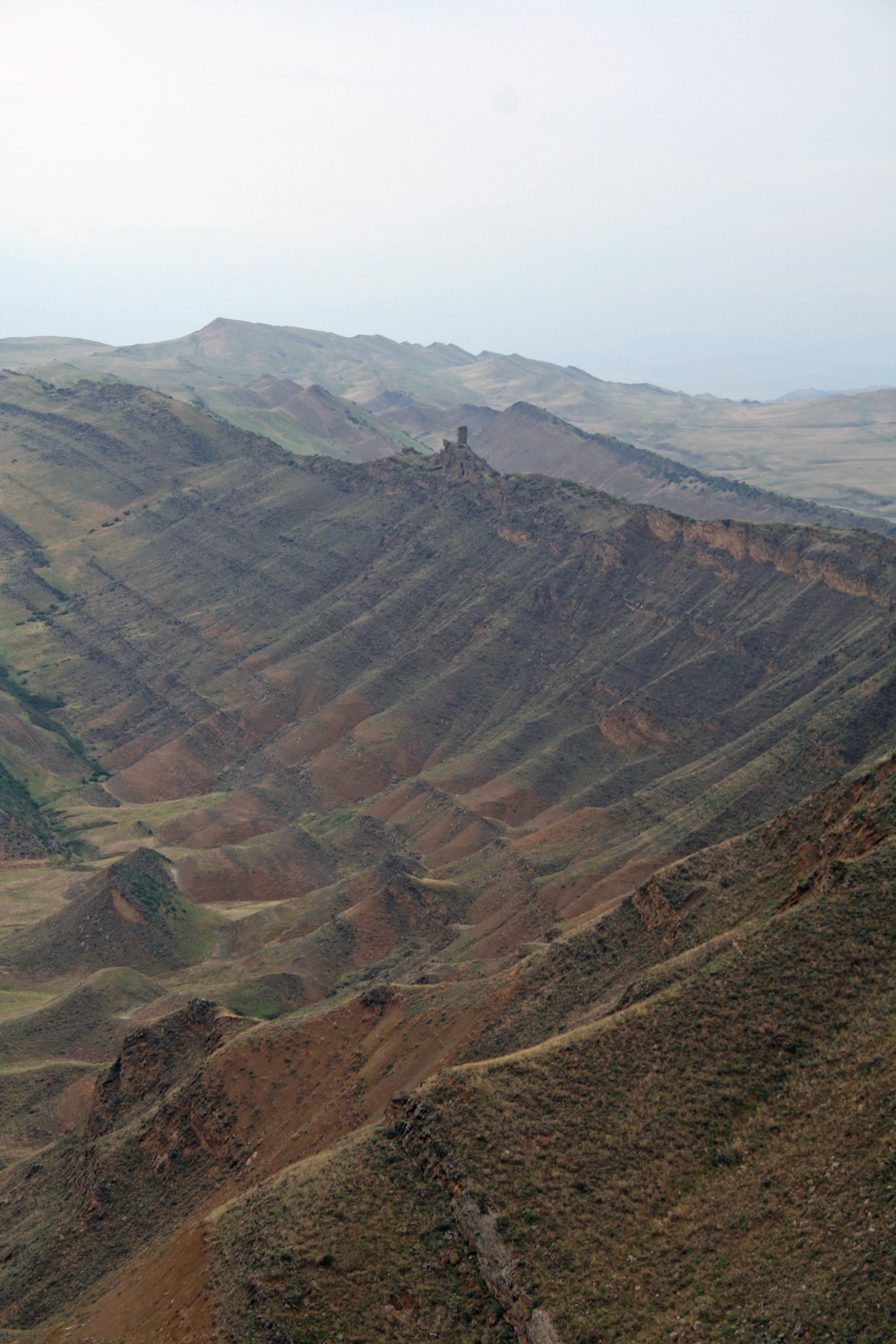
Krajina u klášterního komplexu

V okolí kláštera se v severozápadně-jihovýchodním směru souběžně táhnou vlnovité horské hřebeny. Na jihu se terén svažuje do lehce zvlněné roviny sousedního Ázerbájdžánu. Krajina je chudá na srážky a řídká stepní vegetace se mění v suchou, v severním směru dokonce slanou, půdu. Ve východním směru přechází krajina v polopouštní oblast.